# Золотой Колос (Ярославская область)
Золотой Колос — посёлок в Некрасовском районе Ярославской области России. 
В рамках организации местного самоуправления входит в Некрасовское сельское поселение, в рамках административно-территориального устройства — в Климовский сельский округ.

## География
Расположен в 26 км к востоку от Ярославля, на правом берегу Волги.

## Население
| 2007 | 2010 |
| ---- | ---- |
| 402  | ↘314 |

Согласно результатам переписи 2002 года, в национальной структуре населения русские составляли 98 % из 345 жителей.